# 打刀
打刀（うちがたな）是日本刀的一種，一般而言，室町時代後所說的「刀」指的通常是打刀。
打刀不同於主要用於馬上作戰的太刀，主要是用於步戰的日本刀。

## 攜帶方法
打刀的佩帶方法一般是刀鋒向上，插在角帶裡的，且刀鞘表側有個突出的「栗形」(栗形 Kurigata)，可防止打刀在腰間時滑落，同時栗型有個洞可讓「下緒」(下緒 Sageo，一種刀鞘上的繩子)穿過。

## 歷史
打刀的原型始見於鎌倉時代，當初是被呼稱「刺刀」像是一種短的尖銳之物。
江戶時代至幕末的武士喜愛用打刀，因為長度適合於徒步戰鬥和室內打鬥。

## 使用方式
拔刀，一開始要用左手握住刀鞘口，而因為"刀鏃"(刀刃最接近刀鍔且用來卡住刀在刀鞘中的部位設計)會讓刀卡住，所以得用左手大拇指推開來使接下來的拔刀步驟更順、更快；握住刀柄時不應整把抓住，應虎口朝上虛握，手和刀鍔之間必須有著一到兩隻手指寬度，接著向前拔出。
持刀時，手和刀鍔之間必須有著一到兩隻手指寬度，另一隻手則要握在"柄頭"(最接近刀柄末端的地方)，這樣就可使用槓桿原理進而使揮刀的力道放大。
收刀，先握住刀鞘口，接著刀刃向上、刀背向下的握著，接近刀鏃的地方靠著虎口，然後向前滑過，直到"切先"(刀掯末端)對準刀鞘口，接著緩緩把刀受進去，但注意不要整把直接收進去，需要先露出刀鏃和一點刀刃之後再完全收進去，並且用左手大拇指放在刀鍔部分扣住刀，收完刀後要先將右手握住刀柄末端以檢查是否已完全扣住，並回到初始動作。

## 關聯項目
- 茎 (刀)
- 日本刀
- 太刀
- 脇差
- 刺刀
- 大太刀
- 長巻